# Drosanthemum tuberculiferum
Drosanthemum tuberculiferum är en isörtsväxtart som beskrevs av L. Bol. Drosanthemum tuberculiferum ingår i släktet Drosanthemum och familjen isörtsväxter. Inga underarter finns listade i Catalogue of Life.